# アンナ・サルンケー
アンナ・サルンケー（Anna Salunke）は、インドの俳優、撮影監督。「A・サルンケー」「アンナサーヘブ・サルンケー」の別名でも知られ、インド映画の黎明期に女性役を演じていた。1913年公開の最初のインド映画『ハリシュチャンドラ王』で最初にヒロインを演じた俳優となった。1917年公開の『ランカー炎上』では2役を演じた最初のインド人俳優となった。

## キャリア
1913年にインド初の長編映画『ハリシュチャンドラ王』でヒロイン役に起用された。サルンケーは同作でインド神話に登場するハリシュチャンドラの妃タラマティを演じた。彼は同作の監督ダーダーサーヘブ・パールケーが頻繁に通っていたボンベイのグラント・ロードにあるレストランで料理人、またはウェイターとして働いていた。当時、パールケーはヒロイン役を演じる女性を探していたが見つけられず、売春婦や踊り子からも出演を拒否されていた。パールケーはサルンケーの女性的な身体と細い腕を見て女性役を演じて欲しいと説得し、月給10ルピーで働いていたサルンケーは月給15ルピーを提示され出演を快諾した。
サルンケーはパールケーが1917年に監督した『ランカー炎上』にも引き続き出演している。同作は『ラーマーヤナ』を題材にしており、彼はラーマとシーターを演じ、インド映画で1人2役を演じた最初の俳優となった。しかし、このころのサルンケーは肉体づくりの結果筋肉質になっており、シーターを演じた際には発達した上腕二頭筋が目立つことになった。
サルンケーはV・S・ニランタルの『Satyanarayan』、パールケーの『Buddha Dev』に出演し、同時に両作品で撮影監督を務めた。これ以降、彼は俳優業から身を引き撮影監督としての活動に専念するようになった。撮影監督として製作に関わったのは1931年が最後である。

## フィルモグラフィ
女性役
- ハリシュチャンドラ王（1913年）
- Satyavadi Raja Harishchandra（1917年）
- ランカー炎上（1917年）
- Satyanarayan（1922年）
- Buddha Dev（1923年）

男性役
- Ahiravan Mahiravan Vadh（1922年）
- Haritalika（1922年）
- Pandav Vanavas（1922年）
- Satyanarayan（1922年）
- Shishupala Vadh（1922年）
- Wandering Soul（1923年）
- Buddha Dev（1923年）
- Gora Kumbhar（1923年）
- Guru Dronacharya（1923年）
- Jarasandha Vadha（1923年）
- Kanya Vikraya（1923年）
- Jayadratha Vadh（1924年）
- Kanya Vikraya（1924年）
- Ram Ravan Yuddha（1924年）
- Shivajichi Agryahun Sutaka（1924年）
- Sundopasund（1924年）
- Anant Vrat（1925年）
- Kakashebanchya Dolyat Jhanjhanit Anjan（1925年）
- Satyabhama（1925年）
- Simantak Mani（1925年）
- Datta Janma（1925年）
- Bhakta Pralhad（1926年）
- Bhim Sanjeevan（1926年）
- Keechaka Vadh（1926年）
- Sant Eknath（1926年）
- Bhakta Sudama（1927年）
- Draupadi Vastraharan（1927年）
- Hanuman Janma（1927年）
- Madalasa（1927年）
- Vasantsena（1929年）
- Khuda Parasta（1930年）
- Amir Khan（1931年）